# Júlio César Veloso
Júlio César Linhares Veloso (Rio de Janeiro, 20 de maio de 1951) é um treinador e ex-competidor de saltos ornamentais brasileiro. Foi campeão brasileiro e participou de duas edições de Jogos Pan-Americanos. Após deixar as competições, foi treinador de sua filha, a também saltadora Juliana Veloso.

## Biografia
Aprendeu a praticar saltos ornamentais no Fluminense, onde fez carreira na plataforma.
Antes de disputar os Jogos Pan-Americanos de 1967, em Winnipeg, foi vice-campeão sul-americano. Na competição realizada no Canadá, ficou em nono lugar na plataforma de dez metros.
No Sul-Americano de 1970, em Lima, ajudou o Brasil a ser campeão no total geral. Competiu na plataforma, ficando em segundo lugar.
Foi convocado para disputar os Jogos Pan-Americanos de 1971, em Cali. Acabou ocupando os últimos lugares, junto com o também brasileiro Roberto Biazione.
Competiu no Sul-Americano de 1972, em Arica, no Chile, ficando em segundo lugar no trampolim de três metros.
Disputou o Campeonato Mundial de Esportes Aquáticos de 1973, em Belgrado. Ficou em 20º lugar no trampolim de três metros.
Em sua carreira, foi octacampeão brasileiro de saltos ornamentais.
Após deixar as competições, passou a ser professor de educação física. Foi treinador da filha, Juliana Veloso, que se tornou a principal saltadora brasileira durante as décadas de 1990 e 2000.